# Menjamel estriat
El menjamel estriat (Ptiloprora perstriata) és un ocell de la família dels melifàgids (Meliphagidae).

## Hàbitat i distribució
Habita els boscos molsosos de les muntanyes del centre i sud-est de Nova Guinea.